# スーパーテレビジョン
株式会社スーパーテレビジョン（Super Television co.,ltd.）は、かつて存在した番組制作プロダクション。

## 概要
テレビ東京で『ザ・そっくりショー』『日曜ビッグスペシャル』などのプロデューサーを務めた河井昭が1991年に設立。その後2001年に、IVSテレビ制作在籍中に『天才・たけしの元気が出るテレビ!!』や『ザ!鉄腕!DASH!!』（いずれも日本テレビ）などの制作に携わり、後に社長に就任する松崎俊顕がIVSテレビ制作を退社した上で入社。その後は『ペット大集合!ポチたま』や『超かわいい映像連発!どうぶつピース!!』など、河井の古巣であるテレビ東京の番組を中心に番組制作を手掛けていた。しかし、2022年3月に『超かわいい映像連発!どうぶつピース!!』が終了して以降は、地上波レギュラー番組の制作はなくなり、2022年4月以降はBSデジタル放送で放送される特番の制作のみを行っていた。
2023年1月25日に東京地方裁判所から破産手続開始決定を受けた。そして2023年9月29日法人格が消滅した。

## 手掛けていた番組
前述の通り、創業者である河井昭の古巣であるテレビ東京の番組が多かったが、フジテレビ系と経営破綻時の社長であった松崎俊顕がIVSテレビ制作時代に数多く手掛けていた日本テレビ系の番組のレギュラー番組の制作実績はなかった。

### テレビ東京
- 拝見スターの晩ご飯
- ようこそ!ペットの国
- ジャングル・JUNGLE
- 乙女のザンゲ
- あの娘に逢いたい
- 爆発ホンネ修羅バトル
- 快楽!じゃま式ランキング
- マニアの叫び
- ペット大集合!ポチたま
  - BSテレ東で放送されていた『ポチたまペットの旅』シリーズの制作も担当
- 7スタBratch!（火曜のみ）
- 〜どうぶつ冒険バラエティ〜ワンダ!
- L4 YOU!プラス（月曜・火曜のみ）
- ペット大行進! ど〜ぶつくん
- ソロモン流
- ブラマリのいただきっ!
- neo sports（土曜のみ、不定期）
- Crossroad
- L4 YOU!
- 解決スイッチ
- 日経スペシャル 未来世紀ジパング〜沸騰現場の経済学〜（不定期）
- 突撃!しあわせ買取隊
- 追跡LIVE! Sports ウォッチャー（土日特集のみ、不定期）
- 太川蛭子の旅バラ
- 超かわいい映像連発!どうぶつピース!!
- 世界で働くお父さん
  - この他にも、『土曜スペシャル』『日曜ビッグスペシャル』『日曜ビッグバラエティ』の一部企画も担当していた。

### テレビ朝日
- いいはなシーサー

### TBS
- マージナルマン
- 24ピース

### テレビ神奈川
- カナガワニ愛
- 学ドリ〜ガクエン・オブ・ドリームス〜
- 遠藤実の歌仲間